# UVB Arbesbach
Le WEB Union Volleyball Arbesbach est un club de volley-ball autrichien basé à Arbesbach, et évoluant au plus haut niveau national (Austrian Volley League).

## Historique

### Historique des noms
- 2006-2007 : WEB Arbesbach/Doebling
- 2007-2008 : SG Union Volleyball Arbesbach/Doebling
- 2008-2009 : Union Arbesbach
- 2009-2010 : Union Volleyball Arbesbach
- 2010-2012 : Union Raiffeisen Arbesbach
- 2012-2013 : SG Raiffeisen Arbesbach
- 2013- : Union Raiffeisen Waldviertel

## Palmarès
Néant.

## Joueurs et personnalités politiques

### Entraîneurs
- Michael Horvath